# Young Magazine
Young Magazine (яп. 週刊ヤングマガジン сю:кан янгу магадзин), сокращённо YM или «Яммага» (яп. ヤンマガ), — еженедельный японский журнал манги для мужчин (сэйнэн), выпускаемый издательством «Коданся» с 23 июня 1980 года. Входит в тройку самых продаваемых сэйнэн-изданий современности вместе с Young Jump и Big Comic Original. По данным на 2009 год, тираж Young Magazine превышает 800 тыс. экземпляров. В журнале печаталась такая известная манга, как 3×3 Eyes, Akira, Chobits, Dragon Head, Ghost in the Shell, Initial D, Kaiji, Minami-ke, Ping Pong Club, Wangan Midnight и xxxHolic.
Young Magazine — старейший сэйнэн-журнал в линейке «Коданся». Идея создания журнала для мужчин появилась в редакционном отделе Shonen Magazine ещё в конце 1960-х годов, но, в конце концов, она была отвергнута. В 1968 году первый в Японии сэйнэн-журнал — Big Comic — выпустила Shogakukan.

## Тиражи
- 1 044 489 (2004 г.)[3]
- 1 012 209 (2005 г.)[3]
- 914 584 (2007 г.)[4]
- 857 013 (2009 г.)[2]